# أرشيبالد ستيل
أرشيبالد ستيل (بالإنجليزية: Archibald Trojan Steele)‏ هو صحفي أمريكي، ولد في 25 يونيو 1903 في تورونتو في كندا، وتوفي في 28 فبراير 1992 في سيدونا في الولايات المتحدة.